# Joaquim Morelló i Nart
Joaquim Morelló i Nart (Esterri d'Àneu, Valls d'Àneu, Pallars Sobirà, 26 de setembre de 1858 - Barcelona, 15 d'abril de 1926) fou un farmacèutic i fotògraf català.

## Biografia
Morelló va néixer en el si d'una família acomodada. Eren tres germans: Anton, Joaquim i Vicenç. Anton, l'hereu, heretà una fonda. Joaquim, el germà mitjà, cursà estudis de farmàcia (apotecari) a Barcelona on va desenvolupar-hi la seua activitat professional. Excel·lí en investigacions farmacològiques adreçades al guariment de malalties pulmonars.

## Pastilles Morelló
Fou el pare de les pastilles Morelló, que actuaven per inhalació i curaven: refredats, tos, bronquitis, asma, ronquera, abscessos pulmonars, etc. Posseïa dues farmàcies, una a la Porta de l'Àngel núm. 21-23, on hi havia instal·lat el laboratori, i lloc de venda de les pastilles Morelló, i una altra al Passeig de Sant Joan núm. 85, l'especialitat de la qual eren les pastilles digestives per a malalties dels intestins i estómac. En aquestes farmàcies l'especialitat era la venda d'aquestes pastilles i Morelló va aconseguir un cert prestigi internacional amb les seves preparacions farmacològiques adreçades al guariment de malalties pulmonars.

## Relacions culturals
Persona molt vinculada al món cultural barceloní aconseguí la participació d'alguns dibuixants del moment en les seves campanyes publicitàries, com ara Santiago Rusiñol i Alexandre de Riquer, per a les capses de les seves pastilles. Va ser un gran afeccionat a l'excursionisme, la fotografia així com a l'escriptura i l'astronomia. El 1910 va ser membre fundador de la Sociedad Astronòmica de Barcelona. Va ingressar com a soci del Centre Excursionista de Catalunya el 9 de desembre de 1903 on comptava amb un ampli estol d'amics entre els quals es trobaven Lluís Llagostera, Juli Soler, Juli Vintró, Lluís Estasen, i Josep Galbany entre d'altres. També va tenir diversos càrrecs dins l'entitat excursionista d'on va formar part de la Junta Directiva el 1906 com a vocal, juntament amb Ceferí Rocafort, Antoni Amatller, Josep Galbany i Pere Basté. Va realitzar nombroses conferències amb projeccions sobre els seus viatges, excursions i itineraris com per exemple la del 1904 sobre la Vall d'Àneu, el text de la qual, amb algunes imatges, va aparèixer al Butlletí en dos lliuraments i també, posteriorment, com a llibret independent. També en va realitzar conferències sobre Burgos (1905), Roma (1917), Suïssa (1907).
Va morir a Barcelona el 15 d'abril de 1926. Als anys 1930 es va construir a Esterri d'Àneu una institució benèfica amb el seu nom, que actualment s'ha convertit en un camp d'aprenentatge i menjador escolar.

## La història de l'edifici Escola Llar Joaquim Morelló
L'any 1925 Joaquim Morelló deixà un llegat testamentari i es creà la Fundació Joaquim Morelló, una institució benèfica que tenia com a funció donar asil als vells pobres i atenció als malalts pobres de la Vall d'Àneu, coneguda popularment com l'Assilo Morelló. Als anys trenta es construeix l'edifici que havia de tenir la funció d'hospital. La seua primera funció va ser refugiar els mateixos habitants d'Esterri d'Àneu durant el gran aiguat de 1937. Més tard va ser utilitzada pels refugiats de la Guerra Civil. L'any 1938, amb l'arribada de les tropes feixistes, va ser ocupat com a quarter fins que es retiraren. Durant els anys seixanta va ser utilitzat com a casa de colònies, fins que l'any 1969 se cedí a l'Ajuntament d'Esterri d'Àneu per usar-lo com a Centre de Batxillerat (actualment SES Morelló). En aquells moments es comença el moviment de l'agrupació escolar a Esterri d'Àneu, i per tal de portar-la a terme, Ensenyament demanà poder instal·lar-hi la primera Escola Llar de Catalunya. L'any 1972 es creà l'Escola Llar J. Morelló, que també té la funció de menjador escolar. L'any 1987 s'incorporà dins l'edifici el Camp d'Aprenentatge Valls d'Àneu. Actualment l'edifici J. Morelló acull el camp d'aprenentatge i el menjador escolar.

## Obres
- El Pallars revisat (1904)
- La Mirada fotogràfica de Joaquim Morelló a principis del segle XX
- La Vall d'Àneu: notes per a una monografia